# Mère (restauration)
Cet article possède des homonymes et des paronymes, voir Mere (homonymie).

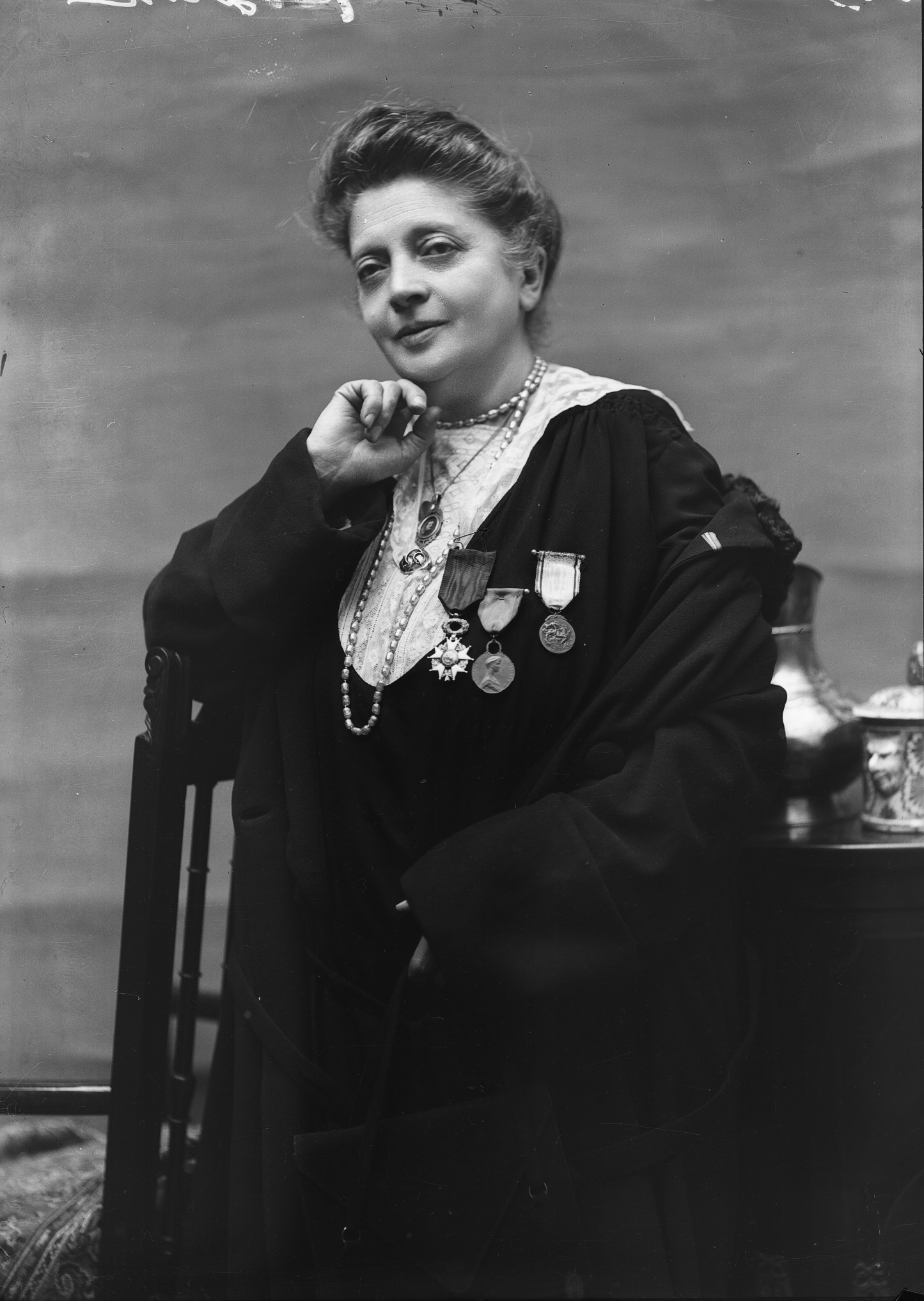
La mère Bizolon, décorée de la Légion d'honneur.

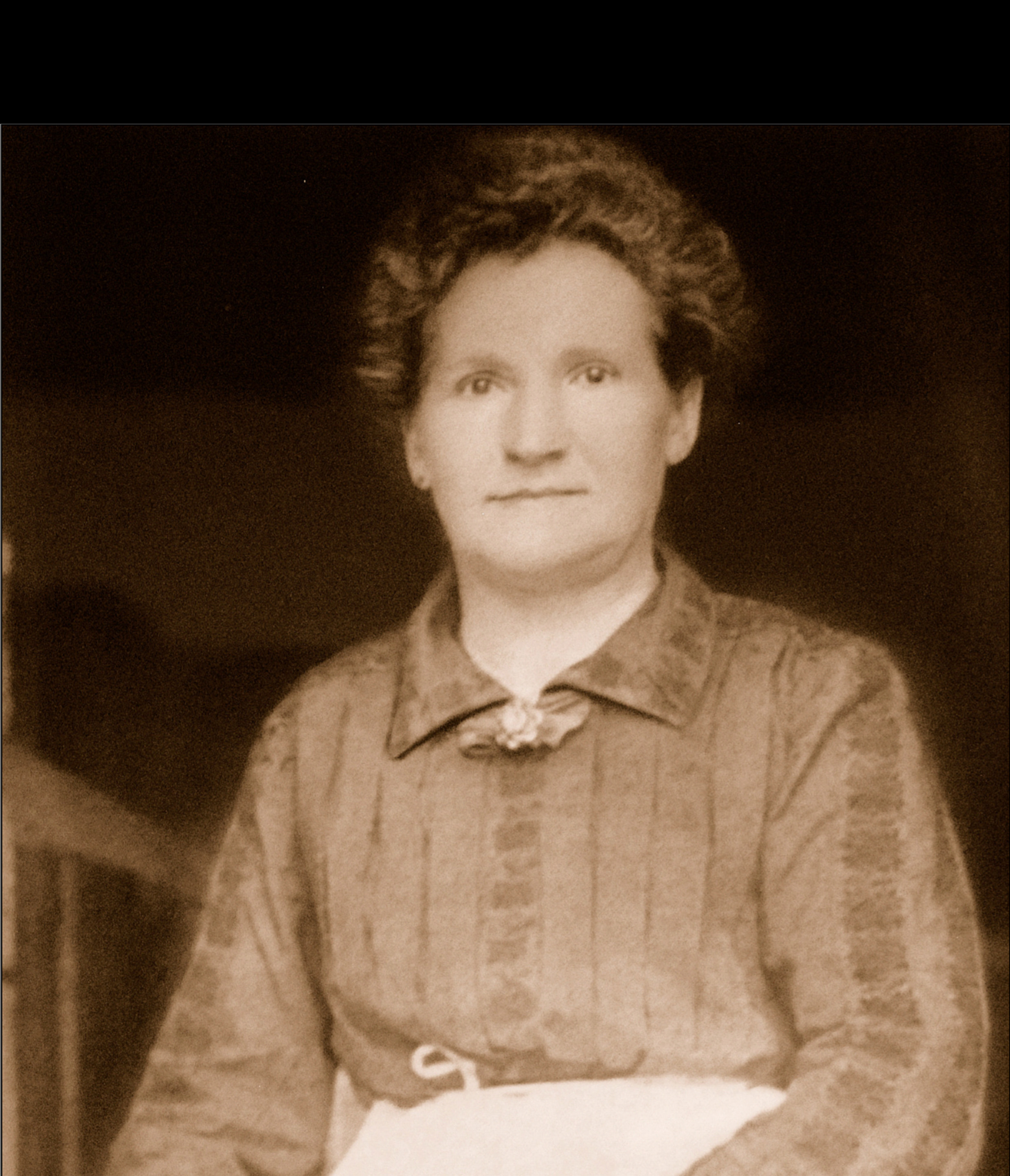
La mère Maury, dans la cuisine du Café de la Banque, à Romans-sur-Isère, en 1904.

Le surnom de mère, dans la restauration dans certaines régions de France, notamment à Paris, Royat, Lyon, Pont-Aven et dans l'Ain, est parfois utilisé pour désigner des femmes tenant un restaurant, et de là le nom du restaurant, qui est dans certaines régions devenu un genre à part.
Si certaines d'entre elles ont atteint une renommée internationale, au départ beaucoup ont, notamment à Lyon, « d'abord eu une clientèle modeste bien souvent composée d'hommes seuls ». À l'origine, les mères lyonnaises étaient souvent d'anciennes cuisinières de maisons bourgeoises qui ouvrirent des restaurants dans lesquels était servie une cuisine roborative, régionale et populaire. À partir de l'obtention d'une double trois étoiles Michelin par la mère Brazier et la mère Bourgeois, exploit réalisé pour la première fois en 1933, de nombreuses autres mères obtiennent la reconnaissance des professionnels du secteur.

## Historique
Ces femmes sont au départ les cuisinières de grandes familles bourgeoises de Lyon, dont certaines décident de se mettre à leur compte dès le milieu du XVIIIe siècle. D'autres sont renvoyées par les grandes familles ruinées après la crise économique de 1929 et décident de continuer leur activité en ouvrant un restaurant.
Les mères lyonnaises désignent des dizaines, voire des centaines de cuisinières qui ont contribué à la renommée gastronomique de Lyon tout en laissant très peu de traces. Leur histoire se mêle à celle du développement du tourisme automobile — premiers guides touristiques des constructeurs, naissance de la critique gastronomique qui met à l'honneur les cuisines régionales —, de la ville — Lyon est une ville industrielle où les femmes issues des milieux modestes ont l'habitude de travailler ; le maire de Lyon, Édouard Herriot, veut relancer l'activité de sa ville — et produit un mélange entre cuisine bourgeoise et populaire.
Elles offrent une cuisine simple (4 ou 5 plats typiques) mais raffinée et pétrie de gastronomie régionale ; elles tiennent des tables où se mêlent plaisir culinaire et convivialité soigneusement mis en scène, pour lesquels des célébrités, des riches industriels et politiques viennent s'encanailler, essentiellement lors de l'âge d'or des mères dans l'entre-deux-guerres.
La première mention d'une mère date de 1759 avec la mère Guy, qui tient une guinguette sur les bords du Rhône et dont la spécialité est une matelote d’anguilles. Un siècle plus tard, sa petite-fille surnommée « la Génie », est identifiée comme la « mère Guy ». Le tandem qu'elle forme avec sa sœur reprend les recettes de l'aïeule et la fameuse matelote d’anguille.
À la même époque, la mère Brigousse obtient un certain succès dans le quartier des Charpennes (de 1830 à 1850), avec ses « tétons de Vénus », de grosses quenelles en forme de sein, mets préférés des jeunes gens venus enterrer leur vie de garçon. Au XIXe siècle, les mères lyonnaises tiennent tables ouvertes pour les compagnons du tour de France. Dès 1908, la mère Bourgeois officie à Priay dans l'Ain ; avec la mère Brazier elles deviennent les plus célèbres, car elles sont les premières femmes à obtenir trois étoiles au Guide Michelin en 1933. Le restaurant Mère Brazier est ouvert rue Royale depuis 1921. Plus tard, avec ses deux restaurants, elle totalisera six étoiles. Des personnalités de renom, dont le général de Gaulle et Édouard Herriot, goûtent à leurs cuisines. Paul Bocuse fut au nombre des apprentis de la mère Brazier. 
Parmi les plus connues, il faut aussi citer la mère Vittet dont le célèbre restaurant voisine avec la Brasserie Georges, à proximité de la gare de Perrache. La mère Léa tenait le restaurant La Voûte, place Antonin-Gourju, à Lyon. Elle était connue pour son tablier de sapeur et son gratin de macaronis. Célèbre pour son franc-parler, ses « coups de gueule », la mère Léa allait au marché Saint-Antoine avec un chariot sur lequel elle avait placé une pancarte avec les mots « Attention ! Faible femme, mais forte gueule ». Le Conseil Municipal de Lyon IV a attribué le nom de Marie-Thé Mora au jardin situé montée Bonafous.
L'une d'elles : la mère Maury, est la première, en 1885, à offrir aux clients de son café de Romans-sur-Isère, les ravioles qu'elle confectionne à la main.
La mère Castaing, du Beau-Rivage, à Condrieu, influencera Alain Alexanian, chef du restaurant L’Alexandrin,. On cite encore la mère Fillioux qui a été la patronne de la mère Brazier, la Mélie, la mère Pompom, la Grande Marcelle, la mère Roucou, la Tante Alice et enfin les dernières, Madame Biol (à Lyon de 1960 à 1984) et la Tante Paulette (de 1950 à 1990).
Dans le Massif central, il y a également les mères auvergnates. Les trois plus célèbres sont la mère Gagnevin et la mère Quinton, alias Belle Meunière, mais également, plus modeste, la mère Mesure. Toutes les trois ont la particularité d'avoir vécu dans la même vallée de Royat. De la plus célèbre des aubergistes à la belle époque : Marie Quinton (1854-1933), à qui on édifia son Cabaret Belle Meunière, à l'Exposition universelle de 1900, on retiendra son coq au vin de chanturgue, sa truite au bleu d'Auvergne et ses fameuses omelettes. Elle donna également son nom aux truites et soles dites « Belle Meunière ». Même si, à la Belle Époque, la mère Quinton avait une réputation internationale, la mère Fillioux (1865-1925), d'origine également auvergnate, était la mère lyonnaise la plus célèbre de France. Toutes les deux ont été les mères de la restauration les plus réputées de leur vivant au cours de la Belle Époque, l'une à Lyon et l'autre dans ses différents établissements entre Paris, Royat et Nice.
Les mères lyonnaises ont laissé très peu de traces : discrètes, elles n'attachaient généralement pas d'importance à la communication sur leur travail et ont été laissées dans l'ombre par les médias de leur époque, ainsi que par les universitaires et les romanciers. Eugénie Brazier, qui a notamment décroché trois étoiles au guide Michelin et formé Paul Bocuse ou Bernard Pacaud, n'a ainsi jamais été interviewée. Selon la journaliste Catherine Simon, « elles ont inventé, sans le savoir, les « tables d’hôtes ». Elles ont fait partie des premières entrepreneuses, à une époque où les femmes n’avaient pas le droit de disposer d’un carnet de chèque. Elles ont innové en cuisine, certaines posant les bases de ce qu’on appellera plus tard la « cuisine light » et préférant s’approvisionner elles-mêmes directement auprès des producteurs, le « circuit court », dirait-on aujourd’hui ».

## Liste de «mères» célèbres
La première cuisinière lyonnaise à être ainsi qualifiée serait la mère Guy,, installée dans une guinguette à La Mulatière, à côté de Lyon. Datant de 1759, cet établissement est devenu célèbre au XIXe siècle avec la Mélie, petite-fille de la fondatrice. En Bretagne la plus célèbre est la mère Gloanec (Marie Jeanne Gloanec 1839-1915) « la mère des peintres » pour l'école de Pont-Aven avec la pension Gloanec et par la suite son hôtel Gloanec.
Parmi les femmes cuisinières surnommées mères, on peut citer :
- La mère Allard (Marthe Allard)[23], restauratrice à Paris depuis 1932 ;
- La mère Maury (Marie-Louise Maury)[24], restauratrice à Romans-sur-Isère depuis 1885 ;
- La mère Guy[10] ;
- La mère Brazier[Note 2] ;
- La mère Blanc[25] ;
- La mère Bizolon, dite « la maman des poilus[26] » ;
- La mère Quinton (Marie Quinton 1854-1933) dite « Belle Meunière », Royat, en Auvergne, puis Paris et Nice sur la Côte d'Azur[27],[28] ;
- La mère Gagnevin qui accueillit au début du XIXe siècle tous les peintres romantiques de la vallée de Royat en Auvergne[29] ;
- La mère Mesure qui était, à la fin du XIXe siècle, la vieille cuisinière de Marie Quinton à Royat, en Auvergne, à l'époque du général Boulanger[réf. souhaitée] ;
- La mère Bourgeois ;
- La mère Fillioux, réputée pour sa volaille demi-deuil[4] ;
- La mère Poulard, du Mont-Saint-Michel, en Normandie ;
- La mère Vittet[25] ;
- La mère Jean[25] ;
- La mère Charles (à Mionnay)[25].

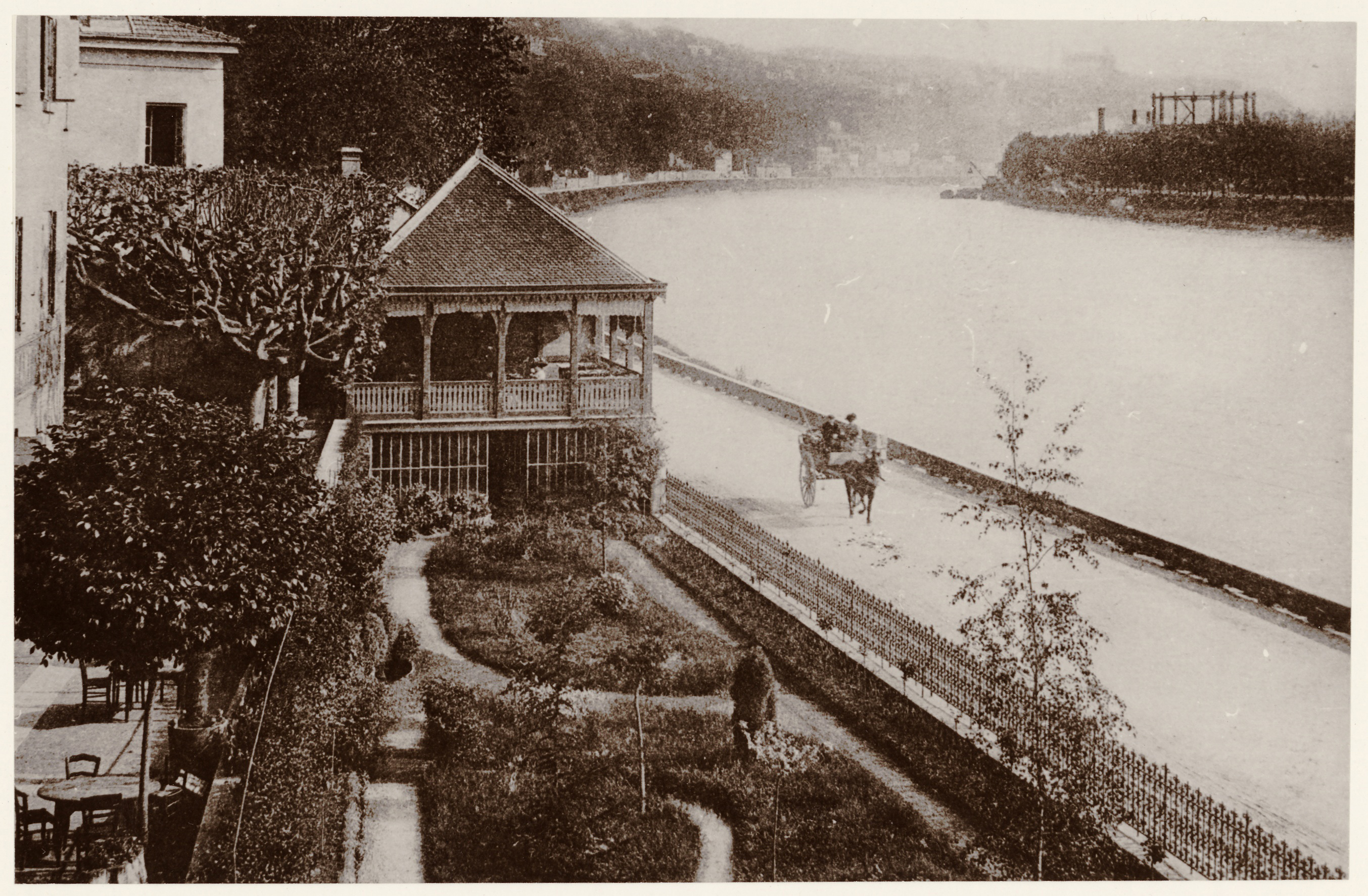
Le restaurant de la mère Guy (1910), à La Mulatière.
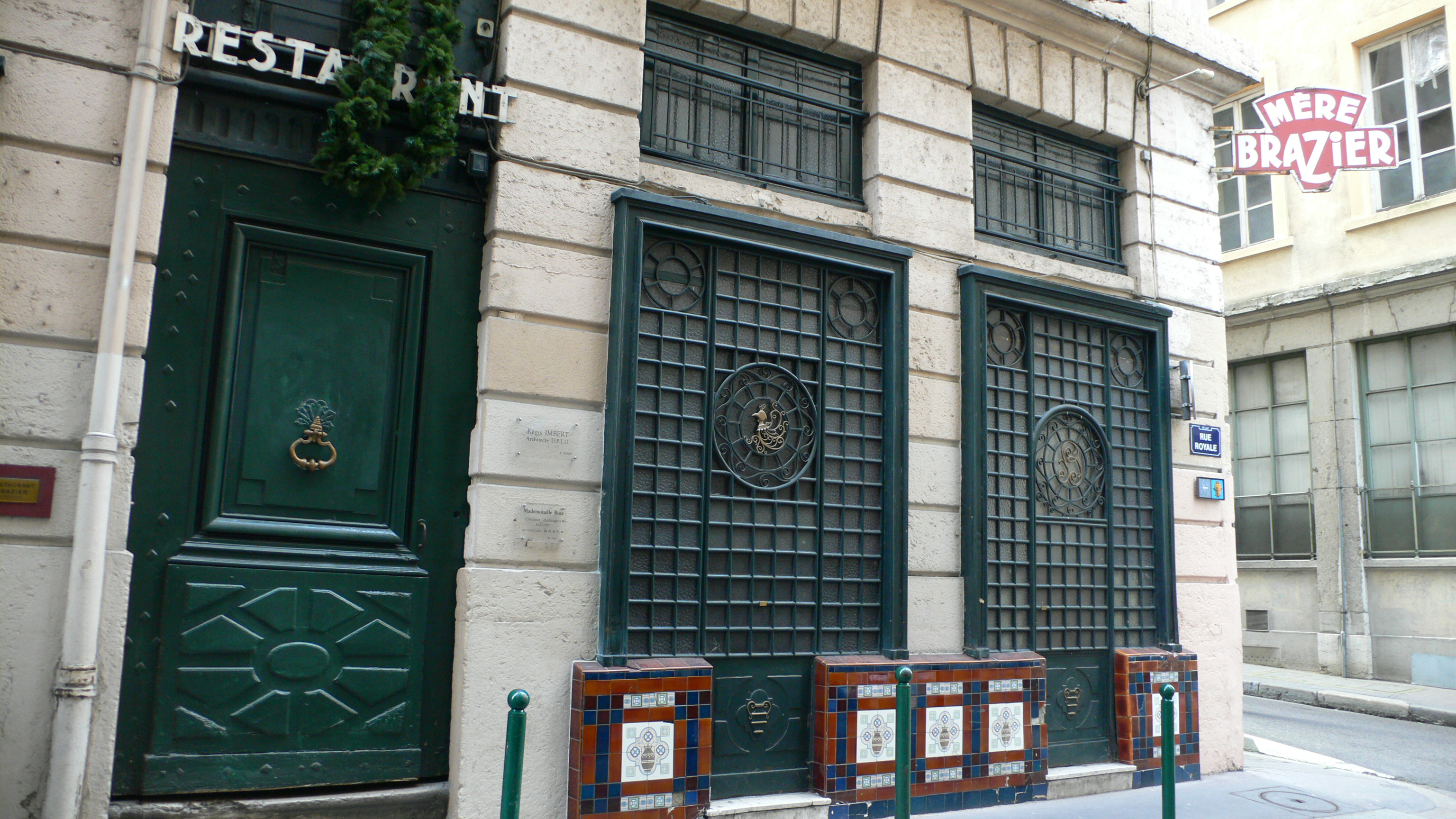
La devanture du restaurant de la mère Brazier à Lyon.
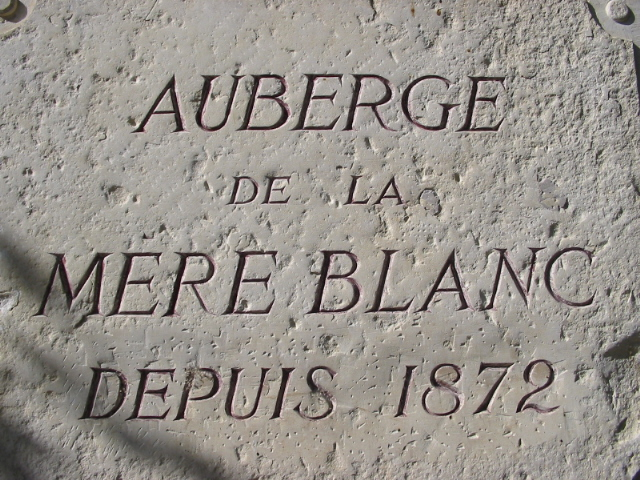
Plaque commémorative, Auberge de la mère Blanc, à Vonnas.
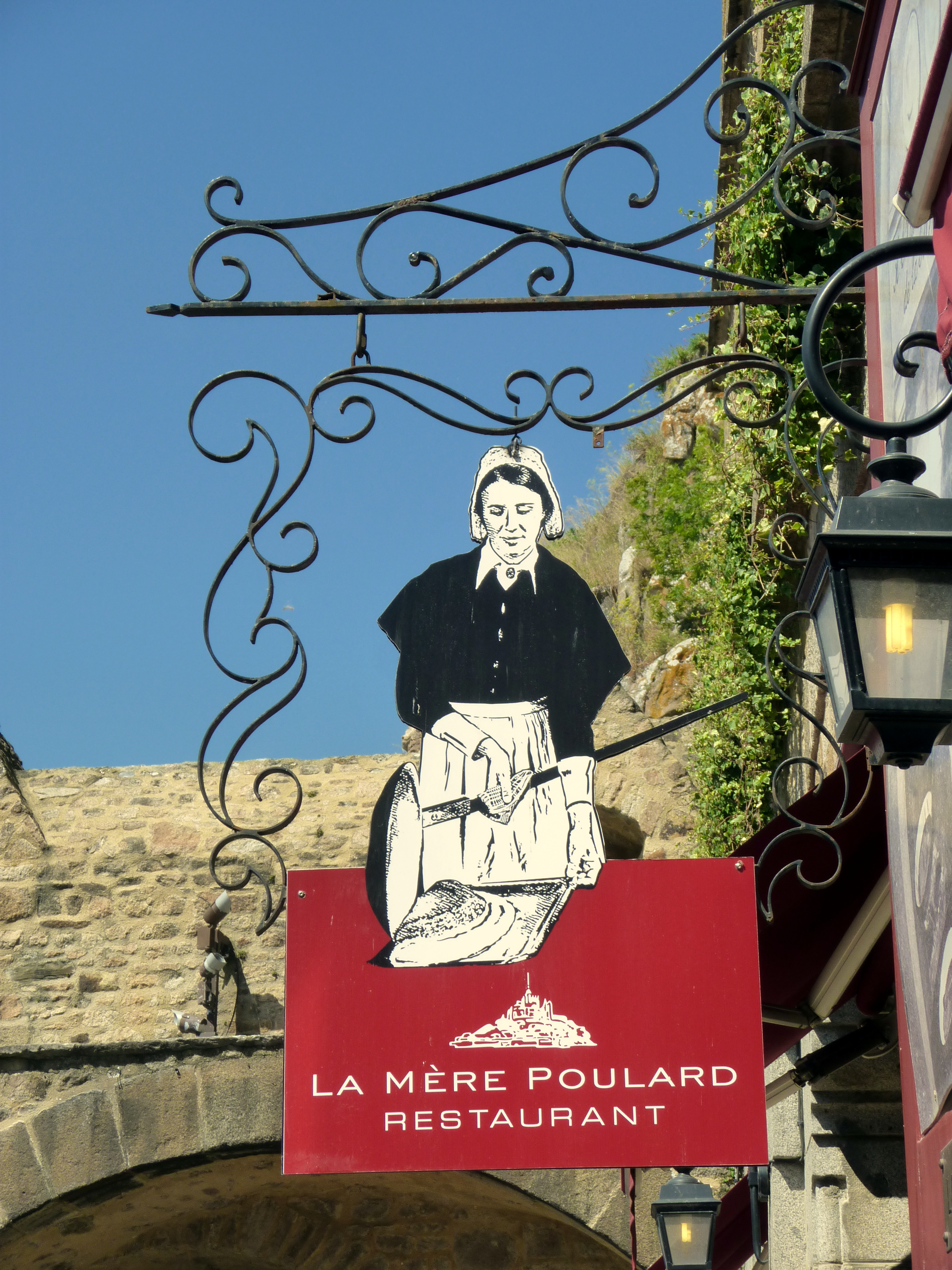
Enseigne de La Mère Poulard, au Mont-Saint-Michel.

### Académie des mères cuisinières
Une Académie des mères cuisinières a été créée en 1990 par Paule Castaing (1911-2014, Beau Rivage à Condrieu) et Simone Lemaire (Tourne-Bride au Pin-au-Haras). Elle était soutenue par Robert J.Courtine. Cette Académie distribua des trophées annuels : 1990 Trophée mère Brazier à Elisabeth Bourgeois (Mas Tourteron à Gordes), 1991 trophée Marie-Venturino à Reine Sammut (La Fenière à Lourmarin), 1992 trophée Mère-Poulard à Lyliane Benoît (Le Soubise à Soubise), 1993 trophée Mélanie-Rouat à Eliane Lavanchy (Tatiana à Balan) ,.

### Radiographie et podcasts
- Caroline Broué, « La Mère Brazier : portrait d'une pionnière », sur France Culture, 25 avril 2021.
- Jean Lebrun recevant Catherine Simon, « Brazier, Léa et les autres : les mères lyonnaises », sur La Marche de l'Histoire (France Inter), 21 février 2018.
- « La mère Brazier, la mère Fillioux, la mère Léa, la mère Blanc. Les mères à l'origine de la gastronomie lyonnaise », sur France Culture, émission La Fabrique de l'histoire, 23 novembre 2010 (consulté le 24 novembre 2010).

### Sources radiophoniques
- Quenelles ou saucisson brioché ? Quand les Mères lyonnaises poussaient le bouchon . Podcast du Cours de L'Histoire. France Culture, diffusé le 06 décembre 2023. Émission de Xavier Mauduit avec David Michon et Catherine Simon pour invités.